# دريس فويتنس
دريس فويتنس (18 مارس 1991 في بلجيكا - ) هو لاعب كرة قدم بلجيكي في مركز الدفاع. شارك مع منتخب بلجيكا تحت 19 سنة لكرة القدم ومنتخب بلجيكا تحت 20 سنة لكرة القدم ومنتخب بلجيكا تحت 21 سنة لكرة القدم. أما مع النوادي، فقد لعب مع بيرسخوت إيه سي وفيلم تو تيلبورغ وهيراكليس ألميلو.

## روابط خارجية
- دريس فويتنس على موقع الاتحاد البلجيكي (الإنجليزية)
- دريس فويتنس على موقع قاعدة بيانات كرة القدم.إي يو (الإنجليزية)
- دريس فويتنس على موقع Soccerway.com (الإنجليزية)
- دريس فويتنس على موقع عالم كرة القدم.نت (الإنجليزية)